# Кернтнерштрассе
Ке́рнтнерштрассе (нем. Kärntner Straße; букв. «Каринтийская улица», по названию исторической области и одной из провинций Австрии) — пешеходная улица в центре Вены, во Внутреннем Городе. Начинается у одной из самых главных достопримечательностей города, собора Святого Стефана, проходит мимо Венской оперы и заканчивается у Карлсплац. Многие путеводители относят к достопримечательностям Вены также и саму улицу. Вместе с улицами Грабен и Кольмаркт образует так называемую «Золотую U» («Goldene U»), подковообразную пешеходную зону.

## История
Впервые была упомянута в 1257 году под названием Strata Carintianorum; вела из центра Вены к Каринтийским воротам городских стен. С тех пор являлась одной из основных магистралей города. В конце 19 века за счёт сноса и перестройки домов на западной стороне улицы, её ширина была увеличена с 9 до 17 метров. В 1945 году сильно пострадала в результате бомбардировок, что привело к появлению на улице многих современных зданий. Пешеходная зона на участке от Штефансплац до Филармоникерштрассе образована в 1974 году. В середине 1970-х годов на всем протяжении улицы открытым способом велось строительство линии метро U1 между станциями Карлсплац (Karlsplatz) и Штефансплац (Stephansplatz).

## Достопримечательности
На улице расположено большое количество магазинов, ресторанов и кафе, а также несколько гостиниц (в том числе «Захер», дом 38 на углу Филармоникерштрассе). В доме 19 находится торговый дом Steffl («Штефль»). Дворец Эстерхази (дом 41), построенный в середине 17 века и до сих пор принадлежащий семье Эстерхази, является старейшим зданием на улице. Напротив Венской оперы расположен дворец Тодеско.